# التمويل الأخضر
التمويل المستدام هو مجموعة من الممارسات والمعايير والقواعد واللوائح والمنتجات المالية التي تهدف إلى تحقيق عوائد مالية متوازية مع أهداف بيئية و/أو اجتماعية. ويُستخدم هذا المصطلح أحيانًا بالتبادل مع الاستثمار البيئي والاجتماعي والحوكمة (ESG)، غير أن العديد من الخبراء يميّزون بينهما؛ إذ يركز تكامل ESG على تحسين العوائد المعدّلة حسب المخاطر، في حين يشمل التمويل المستدام نطاقًا أوسع يضم أيضًا الاستثمار المؤثر، والتمويل الاجتماعي، والاستثمار الأخلاقي.
تتمثل إحدى الأفكار الجوهرية في أن التمويل المستدام يربط النظام المالي بالاقتصاد والمجتمع من خلال تمويل الجهات الفاعلة في مساعيها لتحقيق النمو. وقد اكتسب هذا المفهوم زخمًا مع اعتماد اتفاقية باريس للمناخ، التي تنص على ضرورة توجيه "تدفقات مالية متوافقة مع مسار يؤدي إلى خفض انبعاثات غازات الدفيئة وتنمية قادرة على التكيف مع تغير المناخ". كما يحتل التمويل المستدام موقعًا محوريًا في الصفقة الخضراء الأوروبية واتفاقيات الاتحاد الأوروبي الدولية الأخرى، وتزداد شعبيته باستمرار في الأسواق المالية.
في عام 2015، اعتمدت الأمم المتحدة أهداف التنمية المستدامة لعام 2030 لتوجيه التحول نحو اقتصاد أكثر استدامة وشمولًا. وقد التزمت بتنفيذ هذه الخطة 193 دولة عضوًا، وتشمل 17 هدفًا و169 غاية تهدف إلى مواجهة التحديات العالمية الراهنة، بما في ذلك حماية كوكب الأرض. وأصبح التمويل المستدام ركيزة أساسية لتحقيق هذه الأهداف.
تدعم برامج وحوافز حكومية متنوعة المبادرات الخضراء والمستدامة. فعلى سبيل المثال، تُقدّم وكالة حماية البيئة الأمريكية (EPA) منحًا وقروضًا منخفضة الفائدة عبر صندوق المياه النظيفة المتجدد لتمويل المشاريع التي تُحسّن جودة المياه أو تُلبّي احتياجات البنية التحتية المائية. كما تُوفّر إدارة الأعمال الصغيرة (SBA) قروضًا ومنحًا لدعم الشركات الخضراء. ويُنصح بالبحث عن مثل هذه البرامج والاستفادة منها لتأمين التمويل اللازم.

## المصطلحات
تُعد المصطلحات أساسية لفهم المفاهيم المختلفة المتعلقة بالتمويل المستدام وتمييز أوجه الاختلاف بينها. ويُحدد برنامج الأمم المتحدة للبيئة (UNEP) ثلاثة مفاهيم غالبًا ما تُستخدم كمرادفات، وهي: تمويل المناخ، والتمويل الأخضر، والتمويل المستدام.
أولًا، يُعتبر تمويل المناخ مجموعة فرعية من التمويل البيئي، ويشير بشكل أساسي إلى الموارد المالية المخصصة لمشروعات التكيف مع تغير المناخ والتخفيف من آثاره. ثانيًا، يمتلك التمويل الأخضر نطاقًا أوسع، إذ يشمل إضافةً إلى قضايا المناخ، مجالات بيئية أخرى مثل حماية التنوع البيولوجي.
وأخيرًا، يغطي التمويل المستدام جميع العوامل البيئية والاجتماعية وحوكمة الشركات (ESG) في نطاقه، ويمتد إلى المكونات الثلاثة لهذه العوامل، مما يجعله المصطلح الأوسع، إذ يشمل جميع أنشطة التمويل التي تساهم في تحقيق التنمية المستدام.

## المبادرة الدولية
بتوقيع اتفاقية باريس، التزمت أكثر من 190 دولة بمكافحة تغير المناخ والحد من التدهور البيئي. وللوصول إلى هدف الحد الأقصى لارتفاع درجة الحرارة بمقدار درجتين مئويتين، نحتاج إلى مليارات الدولارات من الاستثمارات الخضراء سنويًا في القطاعات الرئيسية للاقتصاد العالمي. سيستمر التمويل العام في لعب دور رئيسي، لكن يجب أن يأتي جزء كبير من التمويل من القطاع الخاص. ونظرًا لأن الأسواق المالية عالمية، فهي توفر فرصة عظيمة، لكن هذه الإمكانات غير مستغلة بشكل كافٍ.
في الواقع، لتعبئة المستثمرين الدوليين، من الضروري تعزيز الأسواق المتكاملة للتمويل المستدام بيئيًا على المستوى العالمي. فشل الهدف الجماعي لاتفاقية الأمم المتحدة الإطارية بشأن تغير المناخ واتفاقية باريس المتمثل في تعبئة 100 مليار دولار سنويًا بحلول عام 2020 في سياق إجراءات التخفيف الهادفة والشفافية في التنفيذ عام 2018. لذلك، يتطلب هذا درجة عالية من التنسيق بين أطر وأدوات أسواق رأس المال المختلفة، الضرورية للمستثمرين لتحديد فرص الاستثمار الأخضر واغتنامها.

### المنصة الدولية للتمويل المستدام (IPSF)
أطلق الاتحاد الأوروبي المنصة الدولية للتمويل المستدام (IPSF) في 18 أكتوبر2019، وهي منتدى متعدد الأطراف يتيح الحوار بين صانعي السياسات المسؤولين عن وضع الأطر التنظيمية للتمويل المستدام. وتهدف المنصة إلى مساعدة المستثمرين على تحديد واغتنام فرص الاستثمار المستدام التي تُسهم إسهامًا فعليًا في تحقيق الأهداف المناخية والبيئية.
الأعضاء المؤسسون للمنتدى هم الاتحاد الأوروبي إلى جانب السلطات المختصة في الأرجنتين، وكندا، وتشيلي, والصين، والهند، وكينيا، والمغرب. ومنذ تأسيسه، انضمت إليه أيضًا منطقة هونغ كونغ الإدارية الخاصة التابعة لجمهورية الصين الشعبية (HKSAR)، وإندونيسيا، واليابان، وماليزيا، ونيوزيلندا، والنرويج، والسنغال، وسنغافورة، وسويسرا، والمملكة المتحدة. ويمثل الأعضاء الثمانية عشر مجتمعين 50٪ من انبعاثات غازات الاحتباس الحراري في العالم، و50٪ من سكان العالم، و45٪ من الناتج المحلي الإجمالي العالمي.

## البحث والتعليم الأكاديمي في التمويل المستدام
على مدى العقدين الماضيين، انتقل التمويل المستدام من كونه موضوعًا أكاديميًا محدود الانتشار إلى مجال بحثي عالمي ومحور أساسي في برامج التعليم العالي. ومع تزايد إدماج القطاع المالي لاعتبارات الحوكمة البيئية والاجتماعية والمؤسسية (ESG) في عمليات صنع القرار، وسّعت المؤسسات الأكاديمية نطاق أبحاثها وتدريبها في هذا المجال، مما أتاح تطوير مناهج أكثر شمولًا وأدوات تحليلية أعمق تدعم الممارسات المستدامة في الأسواق المالية.

### البحث في التمويل المستدام
يشهد البحث الأكاديمي في مجال التمويل المستدام توسعًا سريعًا في مختلف التخصصات، مثل المالية، والاقتصاد، والقانون، والدراسات البيئية، وعلوم البيانات. وتشمل أبرز مجالات البحث ما يلي:
- دمج معايير الحوكمة البيئية والاجتماعية والمؤسسية في تسعير الأصول وإدارة المخاطر: يدرس الباحثون تأثير هذه المعايير على أداء المحافظ الاستثمارية، والمخاطر النظامية، وتقييم الشركات. وتستعين الدراسات في هذا المجال بأدوات النمذجة الاقتصادية القياسية، وتقنيات التعلم الآلي، والأساليب التجريبية لقياس العوائد المالية وغير المالية.

- تمويل المناخ ومخاطر التحول: يدرس الباحثون تأثير تغير المناخ على الاستقرار المالي، ودور رأس المال في دعم الانتقال نحو اقتصاد منخفض الكربون. ويشمل ذلك تسعير مخاطر الكربون، وتحليل سيناريوهات الأصول العالقة، إضافةً إلى دراسة دور السندات الخضراء ومعايير الإفصاح المناخي.

- قياس الأثر والمساءلة: مع تزايد انتشار مفهوم "الأهمية المزدوجة"، يبحث الأكاديميون في سبل قياس النتائج البيئية والاجتماعية للقرارات المالية. ويشمل ذلك تطوير تصنيفات الاستدامة، ووضع منهجيات لتقييم الحوكمة البيئية والاجتماعية وحوكمة الشركات، إضافةً إلى مناقشة قضايا التضليل البيئي وتعزيز المساءلة.

- السياسات واللوائح والأنظمة المالية المستدامة: يقيّم الباحثون مدى فعالية الأطر التنظيمية، مثل لائحة الاتحاد الأوروبي للإفصاح عن التمويل المستدام (SFDR)، أو معايير الإفصاح عن الاستدامة الصادرة عن المعايير الدولية لإعداد التقارير المالية IFRS S1 (المتطلبات العامة للإفصاح عن المعلومات المالية المتعلقة بالاستدامة) وIFRS S2 (الإفصاحات المتعلقة بالمناخ)، في توجيه سلوك السوق وتعزيز الشفافية. وتهدف هذه المعايير، التي وضعها المجلس الدولي لمعايير الاستدامة ISSB، إلى إرساء أساس عالمي لتقارير استدامة متسقة، قابلة للمقارنة، وموثوقة.

غالبًا ما تُجرى الأبحاث في مجال التمويل المستدام بالتعاون مع المنظمات الدولية، والبنوك المركزية، والمؤسسات المالية، مما يعكس الطابع التطبيقي لهذا المجال وارتباطه الوثيق بصنع السياسات. وتنشر الدوريات المُحكّمة، مثل مجلة التمويل والاستثمار المستدامين، ومجلة مراجعة الدراسات المالية، ومجلة التمويل المؤسسي، أبحاثًا منتظمة تتناول موضوعات التمويل المستدام.

### التمويل المستدام في التعليم العالي
يُعتبر التمويل المستدام اليوم ركيزة أساسية في تعليم إدارة الأعمال والاقتصاد على مستوى العالم. تقدّم الجامعات في مختلف القارات برامج جامعية ودراسات عليا متخصصة، بالإضافة إلى برامج تنفيذية وشهادات ماجستير في إدارة الأعمال تشمل وحدات دراسية تتناول الاستثمار البيئي والاجتماعي والحوكمة (ESG)، ومخاطر تغير المناخ، والخدمات المصرفية المسؤولة.
قامت المؤسسات الرائدة بتطوير مناهج دراسية متخصصة تهدف إلى تدريب الجيل القادم من المهنيين الماليين والجهات التنظيمية وصانعي السياسات في مجال التمويل المستدام. غالبًا ما تتضمن هذه البرامج شراكات مع مؤسسات مالية ومنظمات معنية بالاستدامة، مما يتيح للطلاب اكتساب خبرات عملية قيمة.
من بين الأكاديميين البارزين في مجال التمويل المستدام: روبرت إيكليسمن جامعة أكسفورد، وجورج سيرافيم من جامعة هارفارد، ورودريجو تافاريس من جامعة نوفا إس بي إي، وتود كورت من جامعة ييل، ويوانيس يوانو من كلية لندن للأعمال، وكارولين فلامر من جامعة كولومبيا، وديرك شوينماكر من جامعة إيراسموس روتردام، وغيرهم. لقد ساهم كل منهم بشكل كبير في البحث العلمي وتطوير المناهج الدراسية في هذا المجال.
علاوة على ذلك، قامت الهيئات المهنية، مثل معهد المحللين الماليين المعتمدين (CFA Institute)، بدمج موضوعات الحوكمة البيئية والاجتماعية والمؤسسية (ESG) في برامج شهاداتها، مما عزز مكانة التمويل المستدام كمهارة رئيسية وضرورية في قطاع الصناعة.

## التمويل المستدام والصين

### محفز التمويل المستدام في الصين

#### سوق السندات الخضراء في الصين
كانت اللحظة المفصلية في مسار التمويل المستدام في الصين هي بروز السندات الخضراء. ففي عام 2015، أصدر بنك الشعب الصيني ولجنة التنمية والإصلاح الوطنية إرشادات تنظيمية لإصدار هذه السندات، وضعت الإطار اللازم لعمليات الإصدار والتوثيق، ومهّدت الطريق لمرحلة جديدة من الاستثمار الأخضر في البلاد. هدفت هذه الإرشادات إلى تصنيف المشاريع وتحديد معايير الأهلية ضمن ستة قطاعات بيئية رئيسية.
وبحلول نهاية عام 2022، بلغ الحجم التراكمي للسندات الخضراء المصنفة في الصين نحو 489 مليار دولار أمريكي (3.3 تريليون يوان صيني). وفي يونيو 2020، أصدرت أربع جهات تنظيمية — بنك الشعب الصيني، والبنك المركزي الصيني، ولجنة الأوراق المالية والتنظيم الصينية، ولجنة التنمية والإصلاح الوطنية — مسودة كتالوج المشاريع المعتمدة للسندات الخضراء، الذي سعى إلى وضع إرشادات شاملة تغطي هذا المجال.
منذ ذلك الحين، أصبحت الصين أكبر مُصدر للسندات الخضراء في العالم، حيث يتجه كل من المصدرين المحليين والدوليين إلى تمويل مشاريع صديقة للبيئة. ومن أبرز هذه الجهات بنك الصين الصناعي والتجاري (ICBC)، الذي تصدّر قائمة أكبر أربعين مُصدرًا لـ"سندات الكونغ فو" الخضراء، بإجمالي إصدار يناهز 6.75 مليار دولار أمريكي.

#### تعزيز سياسات التمويل الأخضر في الصين
يتجسد التزام الصين بالتمويل المستدام من خلال قراراتها السياسية الاستراتيجية. ففي عام 2016، أطلق بنك الشعب الصيني برنامجًا تجريبيًا للتمويل الأخضر في خمس مقاطعات، تلاه إصدار إرشادات الائتمان الأخضر التي شجعت المؤسسات المالية على دعم المشاريع الصديقة للبيئة ودمج معايير البيئة والمجتمع والحوكمة (ESG) في ممارسات الإقراض.
وفي يونيو 2022، كشفت اللجنة الوطنية للتنمية والإصلاح عن الخطة الخمسية الرابعة عشرة لتطوير الطاقة المتجددة (2021-2025)، بهدف تسريع التوسع في إنتاج الطاقة النظيفة. تسعى هذه الخطة إلى زيادة توليد الطاقة المتجددة بنسبة 50٪، أي الوصول إلى 3.3 تريليون كيلوواط/ساعة بحلول عام 2025، مقارنةً بـ 2.2 تريليون كيلوواط/ساعة في عام 2020، مع تقليص الانبعاثات بمقدار 2.6 جيجا طن سنويًا.
كما عززت الإدارة الوطنية للطاقة هذه الجهود عبر سياسات داعمة لتطوير مصادر الطاقة المتجددة، وتسهيل الاستثمارات في طاقة الرياح والطاقة الشمسية والطاقة الكهرومائية.
تواصل الإدارة الوطنية للطاقة في الصين دعم تطوير الطاقة المتجددة من خلال حزمة متنوعة من السياسات، تشمل تعريفات التغذية، ومعايير محفظة الطاقة المتجددة، وحوافز الاستثمار، وضمان الوصول إلى الشبكة. وقد أسهمت هذه السياسات في ترسيخ مكانة الصين كقوة عالمية رائدة في مجال الطاقة المتجددة، وجعلت منها وجهة جاذبة للاستثمارات الضخمة في هذا القطاع.
وفي إطار هذه الجهود، أصدر بنك التنمية الصيني سندات خضراء بقيمة 10 مليارات يوان، بهدف تعزيز حماية البيئة في حوض النهر الأصفر ودعم التنمية الاجتماعية للمناطق المحيطة. ويعكس ذلك التوجه الاستراتيجي للصين نحو مواءمة نظامها المالي مع أهداف التنمية الخضراء، وتسريع التحول إلى اقتصاد منخفض الكربون.

### التمويل المستدام في هونغ كونغ
في 22 فبراير 2023، قدّم بول تشان، السكرتير المالي لهونغ كونغ، ميزانية 2023-2024، واضعًا في مقدمة أولوياته تعزيز الاقتصاد الأخضر ودفع التنمية المستدامة، مع التركيز على تحقيق أهداف "الكربون المزدوج 3060" التي التزمت بها الصين.

## التمويل المستدام والاتحاد الأوروبي

### الصفقة الخضراء الأوروبية
الصفقة الخضراء الأوروبية هي مبادرة أطلقتها المفوضية الأوروبية، وحظيت بالموافقة في عام 2020، بهدف وضع سلسلة من السياسات التي تجعل أوروبا محايدة مناخيًا بحلول عام 2050، وخفض انبعاثات ثاني أكسيد الكربون بنسبة لا تقل عن 50% بحلول عام 2030. وفي هذا الإطار، تعهّدت المفوضية بتعبئة ما لا يقل عن تريليون يورو للاستثمار في مشاريع مستدامة لتحقيق أهداف الصفقة الخضراء، مع تخصيص جزء من هذه الأموال لتمويل برنامج الجيل القادم من الاتحاد الأوروبي. ويُعد التمويل المستدام ركيزة أساسية في الصفقة الخضراء، إلى جانب الاستثمارات المباشرة التي يقودها الاتحاد الأوروبي.
كان اعتماد لائحة التصنيف الخاصة بالاتحاد الأوروبي أحد المعالم البارزة في أجندة الاتحاد الأوروبي للتمويل المستدام.

### الجيل القادم من الاتحاد الأوروبي
في الآونة الأخيرة، قامت المفوضية الأوروبية، نيابة عن الدول الأعضاء البالغ عددها 27 دولة، بزيادة استخدام التمويل الأخضر، ولا سيما من خلال إصدار السندات الخضراء (انظر قسم السندات الخضراء)، لتمويل جزء من مبادرة "الجيل القادم من الاتحاد الأوروبي" (NextGenerationEU). تهدف هذه المبادرة إلى إنعاش الاقتصاد بعد جائحة كوفيد-19، وتحسين الاتحاد الأوروبي على عدة مستويات، من بينها جعله أكثر خضرة، وتسريع وتيرة الرقمنة، وتعزيز أنظمة الرعاية الصحية، والاستعداد للتحديات المستقبلية، بالإضافة إلى دعم الشباب وتعزيز الشمولية في أوروبا.
ويُعد مرفق التعافي والمرونة (RRF) المشروع الرئيسي في إطار هذه المبادرة، حيث يوفّر منحًا وقروضًا للدول الأعضاء في الاتحاد الأوروبي لدعم الإصلاحات والاستثمارات. وللحصول على هذه الأموال، يتعين على كل دولة عضو تقديم خطة وطنية تُوافق عليها المفوضية الأوروبية والمجلس. ويشترط أن تُخصص هذه الخطط ما لا يقل عن 37٪ للمشاريع الخضراء و20٪ للمشاريع الرقمية. ويتم صرف التمويل تدريجيًا، إذ تحصل الدولة على 13٪ من المبلغ فور توقيع العقد، فيما يُصرف الباقي بناءً على تقييم نصف سنوي يستند إلى تقارير مُقدمة وطلبات صرف.

## الأدوات والمعايير

### السندات الخضراء
السندات الخضراء هي أدوات دين تصدرها جهات عامة أو خاصة في الأسواق المالية بهدف تمويل أنشطة ومشاريع صديقة للبيئة. وقد شهد إصدار هذه السندات نموًا متسارعًا خلال السنوات الخمس الماضية، بمتوسط معدل نمو سنوي يزيد على 50٪، حيث بلغت قيمتها نحو 170 مليار دولار في عام 2018، وقفزت إلى 523 مليار دولار في عام 2021.
يهدف هذا النوع من التمويل إلى تشجيع الاستثمار في المشاريع الخضراء عبر جذب المزيد من المستثمرين، مما يسهم في خفض تكلفة الاقتراض لهذه المشاريع. وتشير الدراسات التجريبية إلى أن الطلب المرتفع على السندات الخضراء يؤدي إلى انخفاض عوائدها مقارنةً بالسندات التقليدية المماثلة.
يوصي الباحثون بإدراج عامل المناخ ضمن تقييم مخاطر السندات، بحيث يتم من ناحية زيادة تكلفة الاقتراض للسندات "البنية" التي تموّل مشاريع كثيفة الكربون عبر رفع وزن المخاطر المناخية عليها، مما يقلل من جاذبيتها الاستثمارية. ومن ناحية أخرى، يتم تقليل وزن المخاطر المرتبطة بالسندات الخضراء، بما يحفّز الاستثمار فيها ويشجع البنوك على خفض أسعار الفائدة المطبقة عليها.
من الناحية القانونية، لا تختلف السندات الخضراء اختلافًا جوهريًا عن السندات التقليدية، إذ لا تُدرج عادةً الوعود المتعلقة بالأنشطة الخضراء بشكل ملزم في العقود الموقعة مع المستثمرين، وغالبًا ما تكون هذه الوعود غير ملزمة قانونيًا.
يتبع مُصدرو السندات الخضراء عادةً معايير ومبادئ وضعتها منظمات خاصة، مثل مبادئ السندات الخضراء الصادرة عن رابطة أسواق رأس المال الدولية (ICMA)، أو مبادرة سندات المناخ. وأكدت اتفاقية باريس لتغير المناخ على ضرورة توحيد ممارسات الإفصاح والإبلاغ المتعلقة بالسندات الخضراء، بهدف تجنب التضليل البيئي أو ما يُعرف بـ"الغسل الأخضر".
حتى الآن، لا توجد لوائح إلزامية تُجبر المقترضين على تحديد نواياهم "الخضراء" كتابيًا في العقود. ومع ذلك، يعمل الاتحاد الأوروبي على تطوير معيار للسندات الخضراء يُلزِم المُصدرين بتمويل أنشطة تتوافق مع تصنيف الاتحاد الأوروبي للأنشطة المستدامة. ومن المتوقع أن يكون هذا المعيار طوعيًا في البداية، ليعمل جنبًا إلى جنب مع المعايير الطوعية الأخرى، حيث يُشارك الأكاديميون والممارسون في توعية صانعي السياسات حول المخاطر المحتملة لفرض هذا المعيار بشكل إلزامي.
أنشأ الاتحاد الأوروبي بالفعل "إطار عمل سندات الاتحاد الأوروبي الخضراء للجيل القادم" بهدف استخدام السندات الخضراء في جمع جزء من تمويل مشروع "الجيل القادم للاتحاد الأوروبي". يَعِد هذا المشروع باستثمار 750 مليار يورو على شكل منح وقروض (بأسعار عام 2018)، تصدرها المفوضية الأوروبية، وذلك بهدف إنعاش اقتصاد ما بعد جائحة كوفيد-19 في الدول الأعضاء السبع والعشرين في الاتحاد الأوروبي.
سيتم جمع ما يصل إلى 30% من ميزانية المشروع من خلال إصدار سندات خضراء، مما ينتج عنه تمويل يصل إلى 250 مليار يورو، وقد جُمِع بالفعل ما مجموعه 14.5 مليار يورو حتى يناير 2022. ومن خلال ذلك، ستصبح المفوضية الأوروبية أكبر مُصدر للسندات الخضراء في العالم.
في 21 ديسمبر 2024، ستدخل لائحة السندات الخضراء للاتحاد الأوروبي حيز التنفيذ، مما سيسمح للشركات والسلطات الإقليمية والمحلية، والكيانات فوق الوطنية في المنطقة الاقتصادية الأوروبية، بإصدار "السندات الخضراء الأوروبية" (EuGB).
تشير الدراسات التجريبية إلى وجود خطر التضليل البيئي، الذي قد يدفع المستثمرين بشكل خاطئ إلى قبول معدلات عائد أقل على الاستثمارات البنية. إن توحيد تصنيف الاستدامة يسهم في الحد من الانتقادات المتعلقة بالتضليل البيئي التي قد تنشأ عن هذا النوع من الالتزامات، كما يعزز الوضوح والشفافية في استخدامها. لذا، من الضروري أن تركز وكالات التصنيف بشكل أكبر على هذه المخاطر لتحديدها وقياسها بشكل أفضل.

### تصنيف الأنشطة المستدامة
نظرًا لأن التحول في مجال الطاقة مفهوم واسع النطاق، ويمكن تطبيق الاستدامة أو الطابع الأخضر على العديد من المشاريع مثل الطاقة المتجددة، وكفاءة الطاقة، وإدارة النفايات، وإدارة المياه، والنقل العام، وإعادة التحريج، يتم إنشاء العديد من التصنيفات لتقييم وإصدار شهادات للاستثمارات "الخضراء" التي لا تؤثر على البيئة أو تؤثر عليها تأثيرًا ضئيلًا جدًا.
في عام 2018، أنشأت المفوضية الأوروبية مجموعة عمل من الخبراء الفنيين في مجال التمويل المستدام (TEG: Technical Expert Group) لوضع تصنيف للأنشطة الاقتصادية (التصنيف)، بهدف تطوير منهجية دقيقة لتحديد ما إذا كان النشاط أو الشركة مستدامة أم لا. يهدف هذا التصنيف إلى منع التضليل البيئي ومساعدة المستثمرين على اتخاذ قرارات استثمارية تراعي البيئة بشكل أفضل. تُقيّم الاستثمارات وفقًا لستة أهداف رئيسية هي: التخفيف من آثار تغير المناخ، والتكيف مع تغير المناخ، والاقتصاد الدائري، ومكافحة التلوث، وتأثيرات المياه، وحماية التنوع البيولوجي.
دخل التصنيف حيز التنفيذ في يوليو 2020. ويُعد هذا التصنيف المبادرة الأكثر شمولًا وتطورًا من نوعها، وقد يُلهم دولًا أخرى لتطوير تصنيفاتها الخاصة أو يصبح "المعيار الذهبي" العالمي. ومع ذلك، مع بدء تطبيق نظام الإفصاح في يناير 2022، لا تزال هناك فجوات كبيرة في البيانات، ومن المتوقع أن يستغرق الأمر عدة سنوات قبل أن يصبح النظام فعالًا بالكامل.
تصنيفات الغاز الأحفوري والطاقة النووية تثير جدلاً واسعًا. طلبت المفوضية الأوروبية من مركز الأبحاث المشترك التابع لها تقييم الاستدامة البيئية للطاقة النووية. وسيتم مراجعة النتائج خلال ثلاثة أشهر من قِبل مجموعتين من الخبراء قبل أن تتخذ المفوضية قرارها بشأن التصنيف. تعتبر بعض الدول الغاز الطبيعي جسرًا بين الفحم والطاقة المتجددة، وتدافع عن اعتباره نشاطًا مستدامًا بشرط توافر شروط معينة. لكن ردًا على ذلك، هدد عدد من أعضاء مجموعة الخبراء المستشارين للمفوضية الأوروبية بالاستقالة، معبرين عن اعتقادهم بأن إدراج الغاز الطبيعي يتناقض مع علوم المناخ، نظرًا لانبعاثات الميثان التي يُنتجها والتي تُعد من الغازات الدفيئة القوية.
تعمل المملكة المتحدة على تطوير تصنيفها الخاص والمستقل للأنشطة المستدامة. 

### عامل دعم البيئة لمتطلبات رأس المال
لتشجيع البنوك على زيادة الإقراض الأخضر، اقترحت البنوك التجارية إدخال "عامل دعم البيئة" ضمن متطلبات رأس مال البنوك. يجري حاليًا دراسة هذا الاقتراح من قِبل المفوضية الأوروبية والهيئة المصرفية الأوروبية. مع ذلك، يعارض هذا النهج عمومًا محافظو البنوك المركزية والمنظمات غير الربحية، التي تقترح بدلاً من ذلك اعتماد متطلبات رأس مال أعلى للأصول المرتبطة بالوقود الأحفوري، ما يُعرف بـ"عامل البني المعاقب".

### الإفصاح الإلزامي والطوعي
بالإضافة إلى ذلك، تكمن أداة أخرى هامة وبعض المعايير في مجال الإبلاغ والشفافية. في عام 2015، أطلق مجلس الاستقرار المالي (FSB) فرقة العمل المعنية بالإفصاحات المالية المتعلقة بالمناخ (TCFD) برئاسة مايكل بلومبرغ. تهدف توصيات فرقة العمل إلى تشجيع الشركات على تحسين الإفصاح عن المخاطر المتعلقة بالمناخ ضمن أنشطتها، بالإضافة إلى تعزيز الحوكمة الداخلية التي تمكّن من إدارة هذه المخاطر بفعالية. في المملكة المتحدة، دعم محافظ بنك إنجلترا، مارك كارني، توصيات الفرقة بحماس، ودعا في مناسبات عدة إلى فرض التزامات على الشركات في القطاع المالي لتعزيز الشفافية ومراعاة المخاطر المالية المرتبطة بالمناخ، لا سيما من خلال تطبيق اختبارات تحمل آثار المناخ.
في فرنسا، يفرض قانون التحول في مجال الطاقة لعام 2015 على المستثمرين المؤسسيين الالتزام بالشفافية فيما يتعلق بدمج معايير الحوكمة البيئية والاجتماعية والمؤسسية (ESG) ضمن استراتيجيات الاستثمار الخاصة بهم.
ومع ذلك، أظهرت الدراسات التجريبية أن تأثير سياسات الإفصاح يكون محدودًا إذا بقيت هذه السياسات طوعية.
في أكتوبر 2022، تم اعتماد توجيه إعداد التقارير المتعلقة بالاستدامة للشركات، والذي يفرض قواعد جديدة على جميع الشركات الكبيرة، سواء كانت مدرجة في أسواق الأوراق المالية أم لا. بموجب هذه القواعد، ستشمل نطاق التطبيق حوالي 50,000 شركة، مقارنةً بحوالي 11,700 شركة ضمن الإطار السابق. ويركز التوجيه على تضمين تأثير المنظمة على البيئة وحقوق الإنسان والمعايير الاجتماعية ضمن التقارير.
يطلب التوجيه إعداد تقارير أكثر تفصيلاً، مدعومة بمعايير مشتركة تتماشى مع أهداف الاتحاد الأوروبي المناخية. من المقرر أن تعتمد المفوضية الأوروبية المجموعة الأولى من هذه المعايير بحلول يونيو 2023، مع خطط لتوسيع نطاق التطبيق ليشمل المزيد من الشركات تدريجيًا. اعتبارًا من 1 يناير 2026، ستشمل القواعد الشركات الصغيرة والمتوسطة المدرجة وغيرها من المؤسسات، مع بدء استحقاق التقارير في عام 2027، مع منح خيار الانسحاب للشركات الصغيرة والمتوسطة حتى عام 2028.
بفضل هذا التوجيه، أصبح الاتحاد الأوروبي رائدًا عالميًا في معايير إعداد التقارير المتعلقة بالاستدامة.

## السياسة النقدية الخضراء
يساعد صانعو السياسات، عبر تبني سياسات نقدية خضراء، في تسريع اعتماد التمويل المستدام من خلال دعم تطوير أدوات الاستثمار وهياكل الصناديق المخصصة للتمويل المستدام، وخلق حوافز للمستثمرين، بالإضافة إلى وضع أجندة تنظيمية تهدف إلى توحيد مقاييس الأداء البيئي والاجتماعي وحوكمة الشركات.

### الصيرفة المركزية الخضراء
يشير مصطلح "الصيرفة المركزية الخضراء" إلى الدور الحيوي الذي تلعبه البنوك المركزية في تحقيق أهداف خفض الانبعاثات إلى الصفر الصافي والتخفيف من آثار تغير المناخ. من خلال تعديل سياساتها النقدية لتتماشى مع مبادئ "السياسة النقدية الخضراء" ومتطلبات رأس المال المستدامة، تستطيع البنوك المركزية توجيه الاستثمارات نحو التمويل الأخضر ودعم التحول البيئي للاقتصاد.

### شبكة التحول الأخضر للنظام المالي (NGFS)
في عام 2018، وتحت قيادة مارك كارني، فرانك إلدرسون، ومحافظ بنك فرنسا فيليروي دي جالهاو، أنشأت ثمانية بنوك مركزية شبكة تخضير النظام المالي (NGFS). تُعد هذه الشبكة تجمعًا من البنوك المركزية والهيئات الإشرافية المالية الراغبة في استكشاف الدور المحتمل للبنوك المركزية في مواكبة التحول في مجال الطاقة. تضم الشبكة حاليًا حوالي 116 بنكًا مركزيًا وهيئة إشرافية، بالإضافة إلى 19 مراقبًا، من بينهم صندوق النقد الدولي والبنك المركزي الأوروبي. تركز أولويات شبكة NGFS على تبادل أفضل الممارسات، وتعزيز إدارة المخاطر المناخية والبيئية في القطاع المالي، وتعبئة التمويل المستدام لدعم الاقتصاد الأخضر.
وقد استكشفت مجموعة الخدمات المالية الإسلامية العديد من الخيارات السياسية لتخضير أدوات السياسة النقدية: 
- عمليات إعادة التمويل الخضراء: يمكن للبنوك المركزية تبني شروط صديقة للبيئة عند قيام البنوك بإعادة التمويل منها، مثل تقديم أسعار فائدة مخفضة إذا قامت البنوك بإصدار حجم معين من القروض الموجهة للمشاريع الخضراء.
- أطر الضمانات الخضراء: يمكن للبنوك المركزية فرض قيود على قواعد أهلية الضمانات من خلال استبعاد الأصول ذات الأثر البيئي السلبي، أو مطالبة البنوك بتعبئة محفظة أصول تتوافق مع أهداف الوصول إلى صافي الانبعاثات الصفري.
- التيسير الكمي الأخضر: يمكن للبنوك المركزية تخصيص برامج شراء الأصول لتقتصر على السندات الخضراء.

نشرت الشبكة العالمية لتخضير النظام المالي، عبر فريق عملها "مسار العمل 2"، في سبتمبر 2022، سيناريوهات جديدة تستهدف البنوك المركزية والهيئات الرقابية، بالتعاون مع ائتلاف أكاديمي. تهدف هذه السيناريوهات إلى تقييم تأثير تغير المناخ على الاقتصاد العالمي والأسواق المالية. وعلى الرغم من أن هذه السيناريوهات وُضعت أساسًا لاستخدام البنوك المركزية والهيئات الرقابية، إلا أنها قد تكون ذات قيمة كبيرة لقطاعات الأعمال الأوسع، والحكومات، والأوساط الأكاديمية أيضًا.

### الالتزام المالي للبنك المركزي الأوروبي بمواجهة تغير المناخ
خلال مؤتمر الأمم المتحدة لتغير المناخ (COP26) في نوفمبر 2021، وتحت قيادة كريستين لاجارد، وبعد ضغوط من المنظمات غير الحكومية، التزم البنك المركزي الأوروبي بالمساهمة في تحقيق هدف اتفاقية باريس المتمثل في "جعل التدفقات المالية متسقة مع المسار نحو انبعاثات غازات احتباس حراري منخفضة والتنمية المقاومة لتغير المناخ" (المادة 2.1 (ج) من اتفاقية باريس لعام 2015). كما أعلن البنك المركزي الأوروبي عن خارطة طريق مفصلة لدمج تغير المناخ في إطار سياسته النقدية. تتضمن خطة العمل تدابير لدمج تقييمات مخاطر المناخ في إطار الضمانات الخاصة بالبنك المركزي الأوروبي وبرنامج شراء سندات قطاع الشركات (CSPP). وأكدت كريستين لاجارد دعمها أيضًا لتطوير "مرافق الإقراض الخضراء"، على غرار ما تقوم به كل من بنك اليابان وبنك الشعب الصيني.

### خطة عمل البنك المركزي الأوروبي بشأن تغير المناخ
بموجب قراراته الأخيرة، يلتزم البنك المركزي الأوروبي بالمساهمة في تحقيق أهداف اتفاقية باريس ومبادرات الشبكة العالمية للأمن الغذائي ضمن نطاق اختصاصه، من خلال اتخاذ الإجراءات التالية: 
1. دمج المخاطر المتعلقة بالمناخ في مراقبة الاستقرار المالي والرقابة الحصيفة على البنوك
2. دمج عوامل الاستدامة في إدارة المحافظ الاستثمارية الخاصة.
3. استكشاف تأثير المخاطر المتعلقة بالمناخ على إطار السياسة النقدية للنظام الأوروبي في نطاق ولايتنا.
4. سد فجوات البيانات المتعلقة بالمناخ
5. تعزيز الوعي والقدرات الفكرية من خلال الدعم الفني وتبادل المعرفة.

## مناظرة التمويل المستدام
تواجه التمويل المستدام بعض المخاوف والقيود

### عدد كبير من المعايير
كما ذكرنا سابقًا، يرتبط مفهوم التمويل المستدام ارتباطًا وثيقًا بـ ESG. ومع ذلك، لا توجد حتى الآن معايير معتمدة عالميًا لكيفية قياس أداء الاستدامة لدى الشركات والمؤسسات والإبلاغ عنه. بدلاً من ذلك، توجد العديد من المنظمات غير الحكومية التي تعمل بشكل مستقل على تطوير معايير إعداد التقارير المتعلقة بالاستدامة، إلى جانب اللوائح الجديدة في العديد من الأسواق، مما أدى تاريخيًا إلى تعقيد وارتباك لدى الشركات والمستثمرين.
في الواقع، يمكن أن تختلف المبادرات الإصلاحية للتمويل المستدام بشكل كبير. هناك مبادرات من منظمات غير حكومية مثل مبادرة إعداد التقارير العالمية (GRI)، ومؤسسة المعايير الدولية لإعداد التقارير المالية (IFRS)، والمجلس الدولي لإعداد التقارير المتكاملة (IIRC)، ومشروع الإفصاح عن الكربون.  ومع ذلك، يبدو مؤخرًا أن مؤسسة IFRS تتولى زمام المبادرة في وضع المعايير العالمية للأسواق المالية. ويرجع ذلك إلى خبرتها العميقة في عملية وضع المعايير، وشرعيتها في مجتمع الشركات والمستثمرين، ودعمها من الجهات التنظيمية الدولية.
نظرًا لأن التمويل المستدام حديث النشأة نسبيًا وهو مجال يشهد تطورًا مستمرًا ويشارك فيه العديد من الأطراف ذات الاحتياجات المختلفة، فمن المتوقع أن تستمر أُطر العمل في التطور مع مرور الوقت. على سبيل المثال، نُشر إطار عمل جديد للتمويل المستدام، ISO 32210، في أكتوبر 2022. تُقدم هذه الأداة إرشادات لجميع المؤسسات العاملة في القطاع المالي، بما في ذلك، على سبيل المثال لا الحصر، المُقرضين، والمستثمرين المباشرين، ومديري الأصول، ومقدمي الخدمات، حول كيفية تطبيق مبادئ الاستدامة وممارساتها ومصطلحاتها في أنشطة التمويل.
بفضل هذه المجموعة من المعايير والتطور المستمر، ليس من المستغرب أن نجد أن بعض الصناديق أو الشركات ليست صديقة للبيئة كما تدّعي. في الواقع، لا تزال بعض صناديق الحوكمة البيئية والاجتماعية والمؤسسية تمتلك أسهمًا في شركات النفط والفحم، وهو ما قد يفاجئ بعض المستثمرين. ومع ذلك، وبسبب غياب معايير معتمدة عالميًا، تستمر هذه الممارسات.
يمكن للشركات أيضًا الاستفادة من غموض وتنوع منهجيات تصنيفات ESG، مما يؤدي إلى التشكيك في موثوقية هذه التصنيفات، ويمثل تهديدًا للتضليل البيئي، ونقل معلومات غير دقيقة ومجزأة للمستثمرين من خلال الإبلاغ الذاتي. ويُعد هذا الأمر خطيرًا من الناحية الأخلاقية، لأنه يعتمد على بيانات يتم تقديمها ذاتيًا بناءً على إرادة الشركات في الكشف عن المعلومات، بدلاً من الاعتماد على معلومات مدققة وغالبًا ما تكون غير كاملة.
على سبيل المثال، وفقًا لاستشارات هيئة الأوراق المالية والأسواق الأوروبية، من بين 34 جهة كشفت عن عدد وكالات تصنيف ESG التي تعتمد عليها، يستخدم 77% منهم أكثر من مزود واحد لتصنيفات ESG، في حين يعتمد 23% منهم على مزود واحد فقط.
إذا كانت الحوافز للتبييض الأخضر مرتفعة للغاية، فهذا يعود جزئيًا إلى حقيقة أن الشركات المصنفة وفق معايير ESG تستفيد من تكاليف أقل لرأس المال والديون. ويُقال إن هذه المشكلة ترتبط أساسًا بنضج الشركة في مجال المسؤولية الاجتماعية، وموقعها على هرم المسؤولية الاجتماعية للشركات الذي يميّز بين أربعة مستويات مختلفة من المسؤوليات: الاقتصادية، القانونية، الأخلاقية، وأخيرًا الخيرية. 
أخيرًا، يجدر الإشارة إلى أن التركيز ينصب بشكل كبير على الاتحاد الأوروبي، بينما على المستوى الدولي لا تزال معايير ومقاييس التمويل المستدام غير موحدة ومتنوعة بشكل كبير. ومع ذلك، تتيح مبادرات مثل المنصة الدولية للتمويل المستدام فرصًا للنقاش وتبادل أفضل الممارسات، مما يعزز إمكانية الوصول إلى معايير ومقاييس دولية أكثر توافقًا.

### تعقيد تشريعي متشابك
تطور الإطار التنظيمي العالمي في ظل سياق دولي يشهد تحولًا متزايدًا نحو تنظيمات التمويل المستدام. حاليًا، تطبق 29 دولة حول العالم متطلبات إفصاح إلزامية واسعة النطاق تتعلق بالجوانب البيئية والاجتماعية والحوكمة (ESG). يفضل المستثمرون والممولون في الغالب الشركات التي تتمتع بسجلات قوية في مجالات البيئة والمجتمع والحوكمة، مما قد يؤثر بدوره على قدرتها على المشاركة في التجارة الدولية. أما الشركات التي تلتزم بهذه اللوائح، فتواجه تنوعًا وتعددًا في الأطر التنظيمية عبر البلدان، تشمل شروطًا مسبقة محددة لدخول الأسواق، ومعايير إفصاح مختلفة، وآليات مراقبة الامتثال، وسلطات تنظيمية متعددة، وغيرها من المتطلبات.
وبالتالي، يُشار إلى سوق الحوكمة البيئية والاجتماعية والمؤسسية في الغالب على أنها "فوضى"، يمكن مقارنتها بـ"وعاء السباغيتي" من حيث تعقيد تعدد اتفاقيات التجارة العالمية. ومع توسع سلاسل التوريد العالمية، أصبح من الصعب التوصل إلى إرشادات موحدة بشأن معايير الحوكمة البيئية والاجتماعية والمؤسسية، مما يزيد من التعقيدات والبيروقراطية والتكاليف المصاحبة، لا سيما بالنسبة للشركات الصغيرة والمتوسطة.
في جميع أنحاء العالم، يسبب الإطار التنظيمي الأخضر تعقيدات متزايدة ويُشكّل شبكة من الترابطات المستمرة. تُعد متطلبات الإبلاغ عن انبعاثات غازات الاحتباس الحراري مثالًا بارزًا على هذا التعقيد، حيث تؤدي إلى عدم كفاءة وانعدام شفافية، ولا يمكن تخفيف هذه المشاكل إلا من خلال تبسيط منهجي ومتقدم.

### الافتقار إلى القابلية للمقارنة
بالإضافة إلى ذلك، تواجه الجهات الفاعلة نفسها صعوبة في إجراء المقارنات. في الواقع، من الصعب جدًا مقارنة الشركات والاستثمارات بناءً على أدائها في مجال الحوكمة البيئية والاجتماعية والمؤسسية. وإذا أخذنا على سبيل المثال صناعة النفط والغاز، نجد أن تقارير الاستدامة تُقدم بطرق متنوعة. ووفقًا لدراسة أجراها باحثون في قسم الاقتصاد بجامعة بيروجيا، من بين 51 مؤشرًا ذات صلة من مؤشرات مبادرة إعداد التقارير العالمية (GRI)، تظهر أربعة مؤشرات فقط في أكثر من 75% من تقارير الشركات.
وجدت إحدى الدراسات أن 60% فقط من تصنيفات الحوكمة البيئية والاجتماعية والمؤسسية (ESG) تتوافق، مقارنة بنسبة 99% لتصنيفات الائتمان من أكبر وكالات التصنيف. ويُفسر المؤلفون هذه التناقضات في المنهجيات بالتحدي المتمثل في تجميع الدرجات عبر ثلاثة ركائز، أبرزها الجانب الاجتماعي الأكثر تعقيدًا. وتُعرف هذه الظاهرة في الأدبيات الأكاديمية باسم "فجوة تصنيفات ESG"، التي تسلط الضوء على الاختلاف الكبير بين التصنيفات المقدمة من مزودي ESG، مما يؤدي إلى ما يُعرف بـ"الارتباك الكلي".
هناك مشكلة أخرى تتعلق بالمنهجيات، وهي عدم وجود معايير ثابتة إذ يمكن أن تتطور مع مرور الوقت، مما يجعل محاولات المقارنة غير دقيقة ولاغية الصلاحية. على سبيل المثال، لدى MSCI نظام تصنيف يعتمد على مقياس من AAA (الأعلى) إلى CCC (الأدنى)، مصحوبًا بتقرير يشرح أسباب ارتفاع أو انخفاض درجة الشركة مع مرور الوقت. لوحظ أنه من بين 150 شركة في مرجع MSCI، ارتفعت درجة 50% منها دون أن تغير هذه الشركات شيئًا فعليًا في أدائها. أوضح مقيم ESG لاحقًا أنهم قاموا بترقية هذه الشركات لأنهم قاموا بتحديث منهجياتهم، وبالتالي ارتفعت الدرجات. وبهذه الطريقة، حصلت معظم الشركات على ترقيات بسبب ما تسميه MSCI "سلوك الشركات وحماية البيانات"، في حين تم ترقية شركة واحدة فقط بسبب خفض الانبعاثات. وقد قيل إن MSCI عملت لصالح شركات S&P 500 الكبرى لمنحها درجات أعلى في تصنيف ESG، مما يساعدها على خفض تكلفة رأس مالها وجذب المزيد من المستثمرين.
وقد لوحظت هذه التعديلات اللاحقة بدقة، وربطها بالسؤال المعقد حول احتمال التلاعب بالبيانات لجعل مصنفي ESG يظهرون بمظهر أكثر دقة ومصداقية.  والنتيجة هي أن مشهد تصنيف ESG يعاني من افتقار للتماسك، مما يجعل من الصعب للغاية على المستثمرين النهائيين إجراء تحليلات استثمارية عميقة وشاملة.

### شرعية البنوك المركزية الخضراء
هناك مصدر قلق آخر يستحق المناقشة في مجال التمويل المستدام، وهو شرعية البنوك المركزية الخضراء.
أولاً، استجابةً لركود جائحة كوفيد-19، اعتمدت البنوك المركزية بشكل كبير على التدخل، ليس فقط لتحقيق أهدافها التقليدية المتمثلة في ضمان استقرار الأسعار والاستقرار المالي، بل أيضًا لأغراض ترويجية، مثل دعم أهداف سياسية أخرى كتعزيز اقتصاد منخفض الكربون (باير وآخرون، 2021). ومع ذلك، يشير العديد من الباحثين إلى أن السعي لتحقيق هذه الأهداف الترويجية ضمن قرارات السياسة النقدية يثير تساؤلات جدية حول شرعية استقلالية البنوك المركزية (فونتان وآخرون، 2016). فعلى سبيل المثال، احتج متظاهرون من منظمة السلام الأخضر في مارس 2021 على سياسات البنك المركزي الأوروبي النقدية التي يدعون أنها تدعم شركات الوقود الأحفوري (تريك، 2021).
علاوة على ذلك، ينص إطار استقلالية البنك المركزي على وجوب السماح للبنوك المركزية بالعمل بشكل مستقل ضمن تفويض محدد (Dietsch وآخرون، 2018) ، مع ذلك، يرى باحثون آخرون أن تعديل تفويض البنك المركزي وحده لا يكفي لتحقيق الاستقلالية الحقيقية (Fontan وآخرون، 2022).
نادراً ما تُكلَّف البنوك المركزية بتحقيق أهداف بيئية أو التخفيف من آثار تغير المناخ. وفيما يتعلق بهذه السياسات البيئية، تواجه البنوك المركزية قضايا عشوائية، ولا يوجد اتفاق واضح بشأن من يتحمل العبء. ولا يدافع محافظو البنوك المركزية، سواء كانوا محافظين أو تقدميين، عن هذه المعضلة (فونتان وآخرون، 2022).  ونتيجة لذلك، وبحسب المؤلفين السابقين، فإن سعيهم نحو سياسات نقدية خضراء يضع البنوك المركزية في موقف حرج، مما يثير الشكوك حول شرعيتها.
باختصار، يجادل باير وزملاؤه بأن البنوك المركزية يمكنها معالجة مشكلات شرعيتها من خلال التعاون مع المسؤولين المنتخبين. بعبارة أخرى، يتطلب التدقيق في تصرفات البنوك المركزية نظرة متعمقة إلى تصرفات الحكومات والبرلمانات التي تمنحها صلاحياتها (إلجي، 2002). سواء عبر العمل مع بنك استثماري صديق للبيئة لتقليل بصمته الكربونية، أو عبر تشكيل لجان مشتركة تضم محافظي البنوك المركزية وأعضاء البرلمان للتأثير على أنواع الأصول التي يتم شراؤها (فونتان وآخرون، 2022).

## قراءة إضافية
- Schoenmaker، Dirk؛ Schramade، Willem (2019). Principles of Sustainable Finance. Oxford University Press.

- Vargas، Carlos (2023). Sustainable Finance Fundamentals. Palgrave Macmillan.

- Lehner، Othmar M. (2018). Othmar M. Lehner (المحرر). Routledge Handbook of Social and Sustainable Finance. Routledge.

- Swiss Sustainable Finance (2017). Handbook on Sustainable Investments: Background Information and Practical Examples for Institutional Asset Owners. Swiss Sustainable Finance.

- Cato، Molly Scott (2022). Sustainable Finance: Using the Power of Money to Change the World. Palgrave Macmillan.

- Sharpe، Simon (2023). Five Times Faster: Rethinking the Science, Economics, and Diplomacy of Climate Change. Cambridge University Press.

- Schwab، Klaus؛ Vanham (2021). Stakeholder Capitalism. Wiley.

- Tirole، Jean (2017). Economics for the Common Good. Princeton University Press.

- Aracil، Elisa؛ Sancak، Ibrahim (2023). Essential Concepts of Sustainable Finance: An A–Z Guide. Routledge.Raworth، Kate (2017). Doughnut Economics: Seven Ways to Think Like a 21st-Century Economist. Chelsea Green Publishing.